# Mittelmeerspiele 1975
Die Mittelmeerspiele 1975 (offiziell: VII. Mittelmeerspiele) fanden vom 23. August bis 6. Oktober 1975 in der algerischen Hauptstadt Algier statt.

## Teilnehmende Nationen
Es nahmen 15 Nationen teil, die insgesamt 2444 Athleten (darunter 2095 Männer und 349 Frauen) entsandten. Die Anzahl der Teilnehmer ist in Klammern angegeben.
- Ägypten (124)
- Algerien (314)
- Frankreich (164)
- Griechenland (169)
- Italien (269)
- Jugoslawien (300)
- Libanon (91)
- Libyen (40)
- Malta (29)
- Marokko (198)
- Monaco (4)
- Spanien (238)
- Syrien (177)
- Tunesien (123)
- Türkei (204)

## Sportarten und Wettbewerbe
Das Programm der siebten Mittelmeerspiele umfasste 19 Sportarten mit 160 Wettbewerben.
- Basketball
- Boxen
- Fechten
- Fußball
- Gewichtheben
- Handball
- Judo
- Leichtathletik
- Radsport
- Ringen
- Schießen
- Schwimmen
- Segeln
- Tennis
- Turnen
- Volleyball
- Wasserball
- Wasserspringen

## Medaillenspiegel
| Platz  | Land         | Gold | Silber | Bronze | Gesamt |
| ------ | ------------ | ---- | ------ | ------ | ------ |
| 01     | Italien      | 51   | 40     | 36     | 127    |
| 02     | Frankreich   | 31   | 25     | 23     | 79     |
| 03     | Jugoslawien  | 24   | 17     | 23     | 64     |
| 04     | Spanien      | 14   | 27     | 29     | 70     |
| 05     | Türkei       | 12   | 11     | 8      | 31     |
| 06     | Griechenland | 9    | 12     | 16     | 37     |
| 07     | Ägypten      | 6    | 12     | 15     | 33     |
| 08     | Algerien     | 4    | 7      | 9      | 20     |
| 09     | Syrien       | 3    | 2      | 11     | 16     |
| 10     | Tunesien     | 3    | 2      | 2      | 7      |
| 11     | Libanon      | 3    | —      | 1      | 4      |
| 12     | Marokko      | —    | 4      | 4      | 8      |
| 13     | Libyen       | —    | 1      | 2      | 3      |
| Gesamt | Gesamt       | 160  | 160    | 179    | 499    |